# Arum italicum
Espèce
Classification phylogénétique
Arum italicum, l'Arum d'Italie ou Gouet d'Italie est une espèce végétale de la famille des Araceae, indigène en Europe occidentale et méridionale et en Asie mineure.

## Particularités
Son mode de pollinisation est tout à fait remarquable. Comme l'avait remarqué Lamarck dès 1778, l'inflorescence produit de la chaleur et émet des odeurs d'excréments qui attirent de petites mouches assurant la pollinisation.

## Sous-espèces
- Arum italicum subsp. neglectum, d’Europe occidentale - qu’on rencontre à l'état sauvage jusqu’en Normandie et dans le sud de l’Angleterre – a des feuilles d’un vert uniforme
- Arum italicum subsp. albispathum, de Crimée et du Caucase a une spathe blanche
- Arum italicum subsp. byzantinum (Syn. Arum byzantinum Bl.), de Grèce et de Turquie a une spathe à taches violettes.
- Arum italicum subsp. canariense, Iles Canaries

## Description
L'Arum d'Italie est une plante vivace (géophyte) de 20 à 60 cm de hauteur, glabre, possédant un gros tubercule oblong divisé en trois parties, la partie supérieure d'où partent les tiges de l'année et les racines avec en dessous les restes des rhizomes des deux années précédentes.
Les feuilles apparaissent en automne et disparaissent l'été suivant ; portées par un pétiole deux fois plus long que le limbe, elles sont triangulaires-hastées à oreillettes divergentes, veinées de blanc jaunâtre.
L'inflorescence est formée d'une grande spathe blanchâtre qui entoure un axe charnu, le spadice, trois fois plus court, à massue jaune pâle stérile. Les fleurs unisexuées sont disposées en anneaux : en bas les fleurs femelles puis au-dessus les fleurs mâles dans un anneau trois à quatre fois plus court et entouré de filaments verruqueux. L'ovaire est libre et le stigmate en forme de disque. Ces fleurs sont enfermées dans une chambre formée par la spathe autour du spadice et fermée dans sa partie supérieure par les filaments. Il existe aussi des fleurs stériles. La floraison a lieu en avril ou mai.

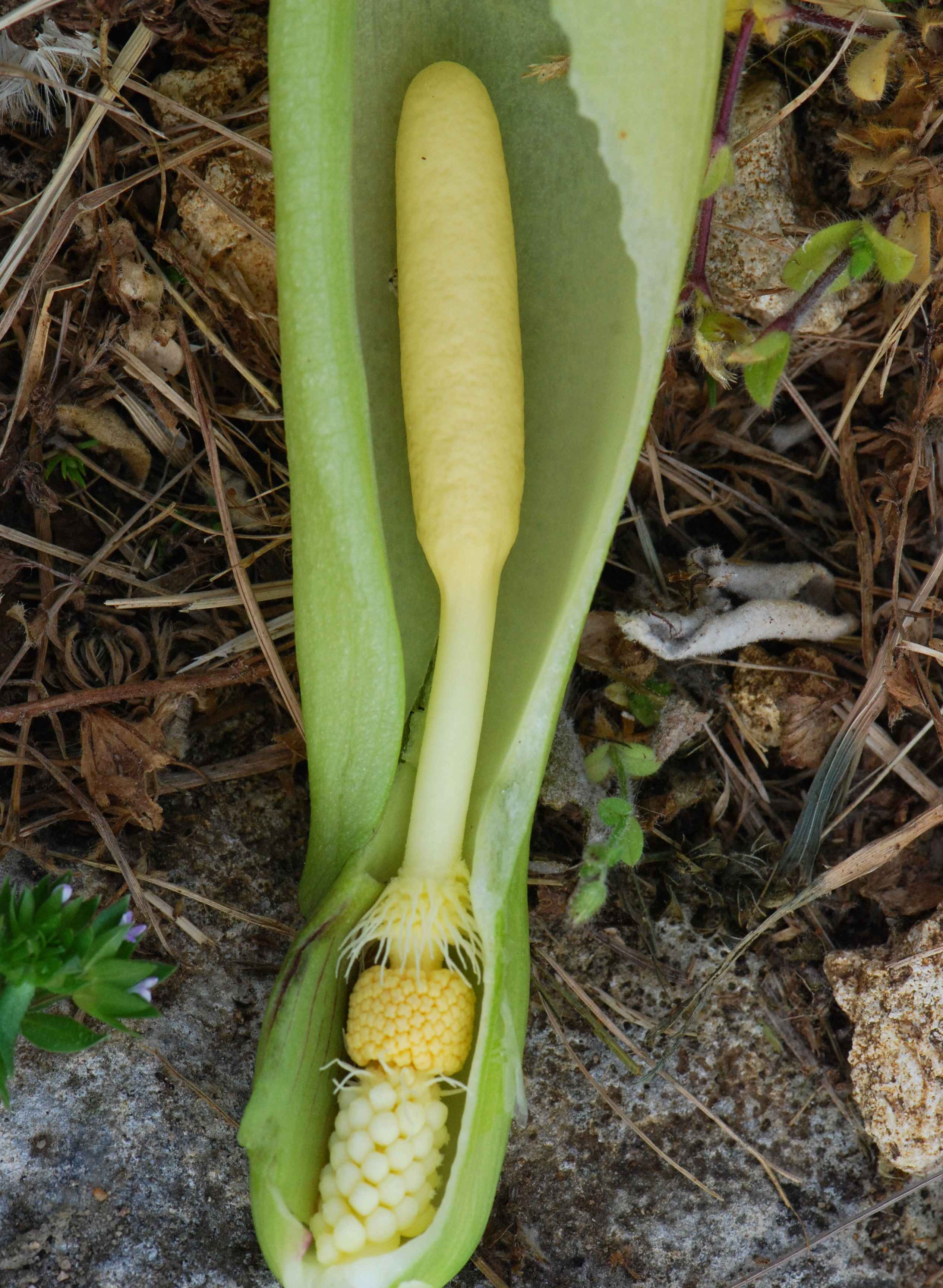
Chambre ouverte de l'inflorescence.

Les fruits sont des baies rouge vif qui forment une grappe compacte dressée. Chaque fruit charnu comporte une à plusieurs loges contenant quatre graines à albumen farineux ou charnu.

### Confusion possible
Entre Arum italicum et Arum maculatum, la différence majeure tient à la couleur du spadice : il est jaune chez A. italicum et violet chez A. maculatum. C'est aussi une plante plus robuste qu'Arum maculatum.
Arum maculatum voit ses feuilles vertes et luisantes qui apparaissent tôt au printemps tandis que chez Arum italicum les feuilles veinées de blanc apparaissent en automne et disparaissent l'été suivant.

## Écologie
Arum italicum pousse dans tout le Midi, l'Ouest et le Centre de la France. En Europe, il est présent dans les pays du pourtour méditerranéen ainsi qu'au Royaume-Uni, en Suisse, Russie et Ukraine.
On le rencontre aussi aux Canaries, dans le Maghreb (Maroc, Algérie, Tunisie), en Turquie, Arménie, Géorgie.
Il pousse de préférence dans les endroits ombragés ou semi-ombragés, plus ou moins humides.
C'est une plante invasive dans 6 états des États-Unis.
Cette espèce est naturalisée de longue date en Belgique et aux Pays-Bas (" stinzenplant "). Elle y a été introduite au XVIIe siècle pour son épi de belles baies rouge orangé présent en automne et ses grandes feuilles hastées présentes durant tout l’hiver. On cultive surtout la variété ‘Marmoratum’ dont les feuilles ont de belles nervures blanches.

## Pollinisation
La pollinisation est faite par de petites mouches qui sont attirées par des odeurs émises par le spadice.
Le premier soir, l'inflorescence, s'ouvre et les fleurs femelles deviennent fonctionnelles (protogynie). Une petite mouche femelle est attirée par une odeur d'excréments et d'urine émise par le spadice - odeur qui imite l'odeur de son site habituel de ponte. La volatilisation de ces substances odorantes se fait grâce à un dégagement de chaleur produit par thermogenèse.
L'insecte descend dans la chambre où il se fait piéger pour 24 heures, les filaments l'empêchant de remonter.
L'après-midi du jour suivant, les stigmates des fleurs femelles se flétrissent et les anthères des fleurs mâles s'ouvrent pour libérer le pollen. Les filaments qui retenaient prisonnière la mouche flétrissent et permettent alors à l'insecte de s'échapper et de prendre en passant sur lui du pollen qui lui permettra d'aller féconder la prochaine inflorescence visitée.

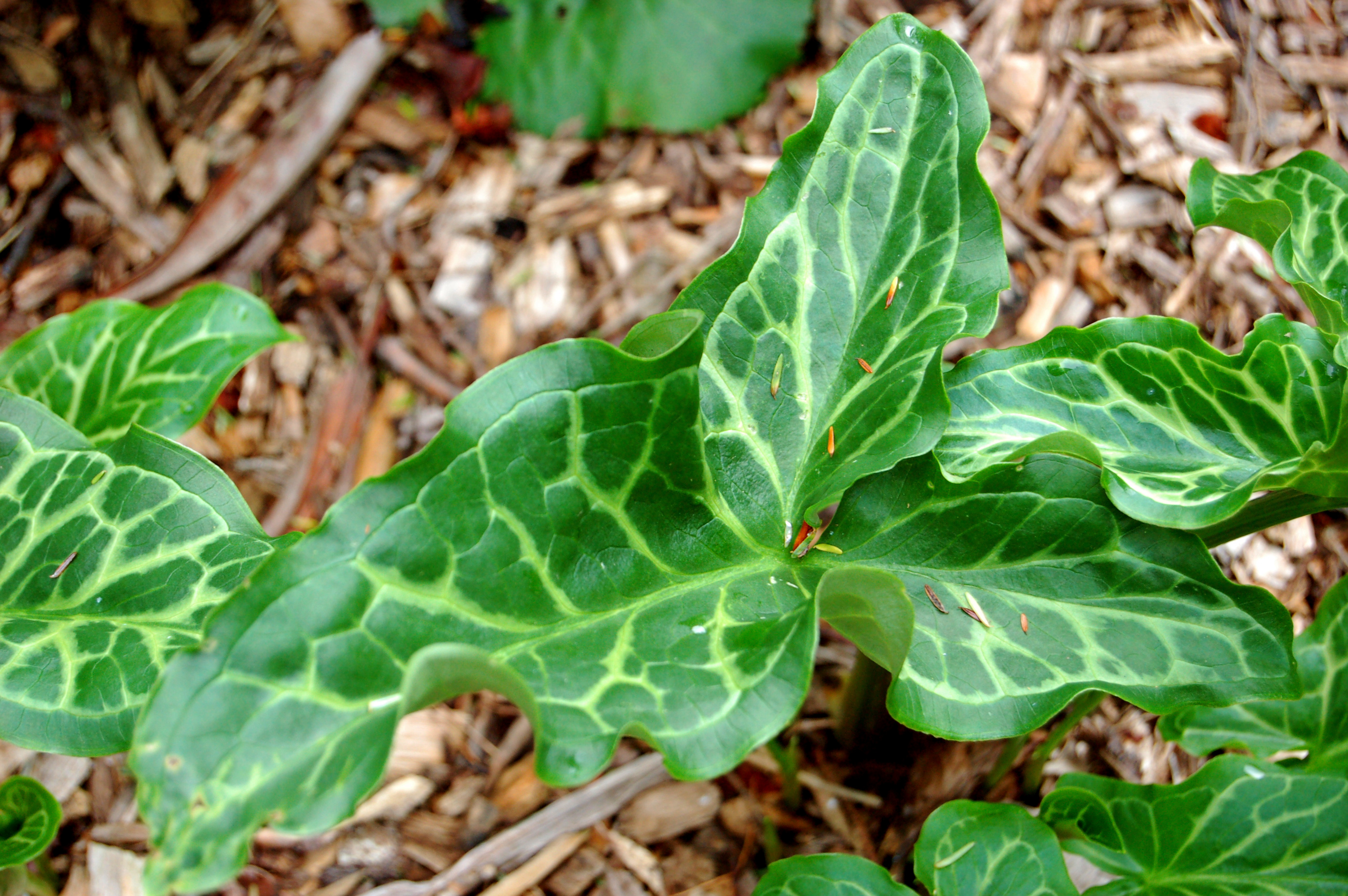
Feuilles
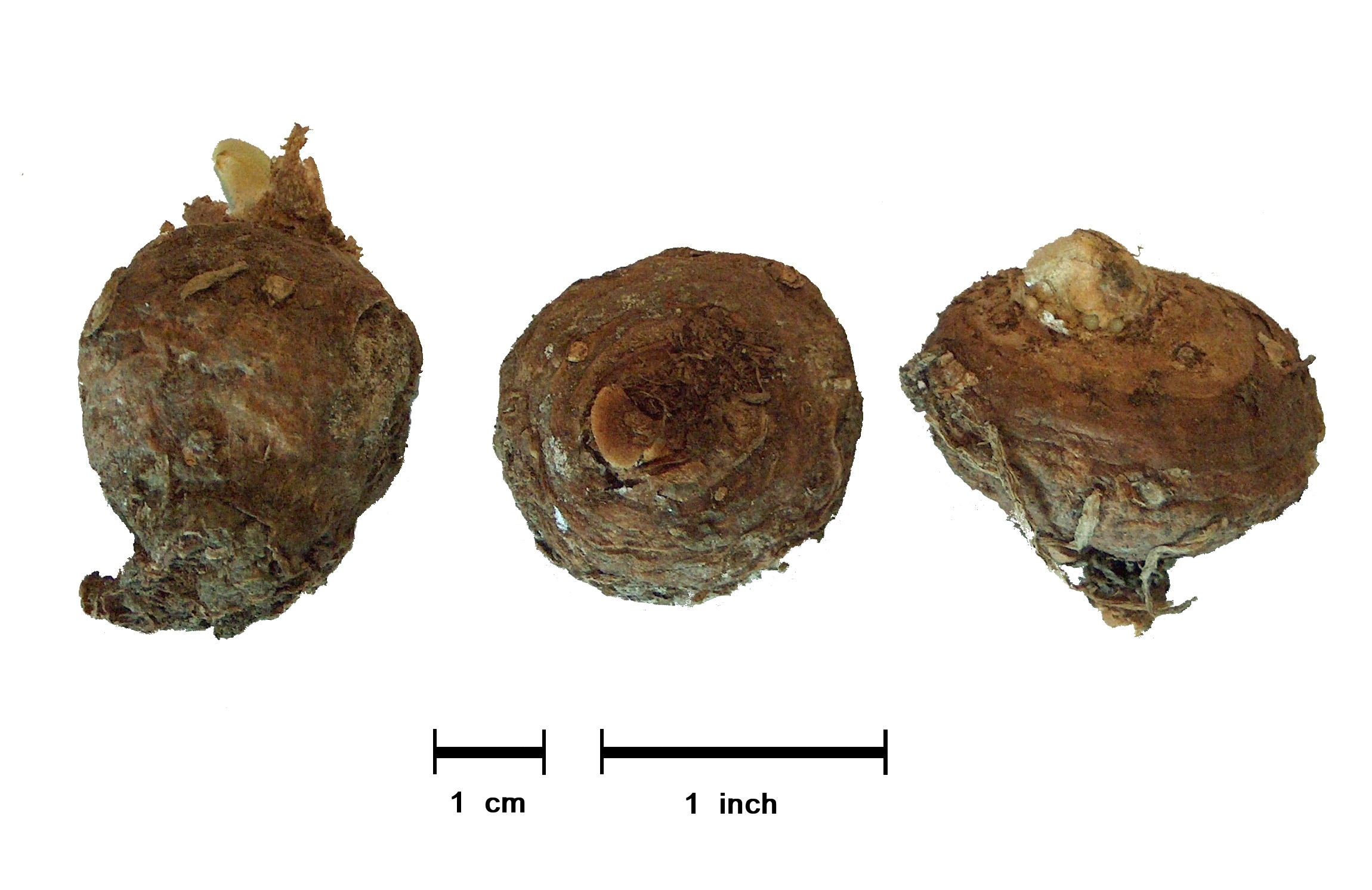
Tubercules
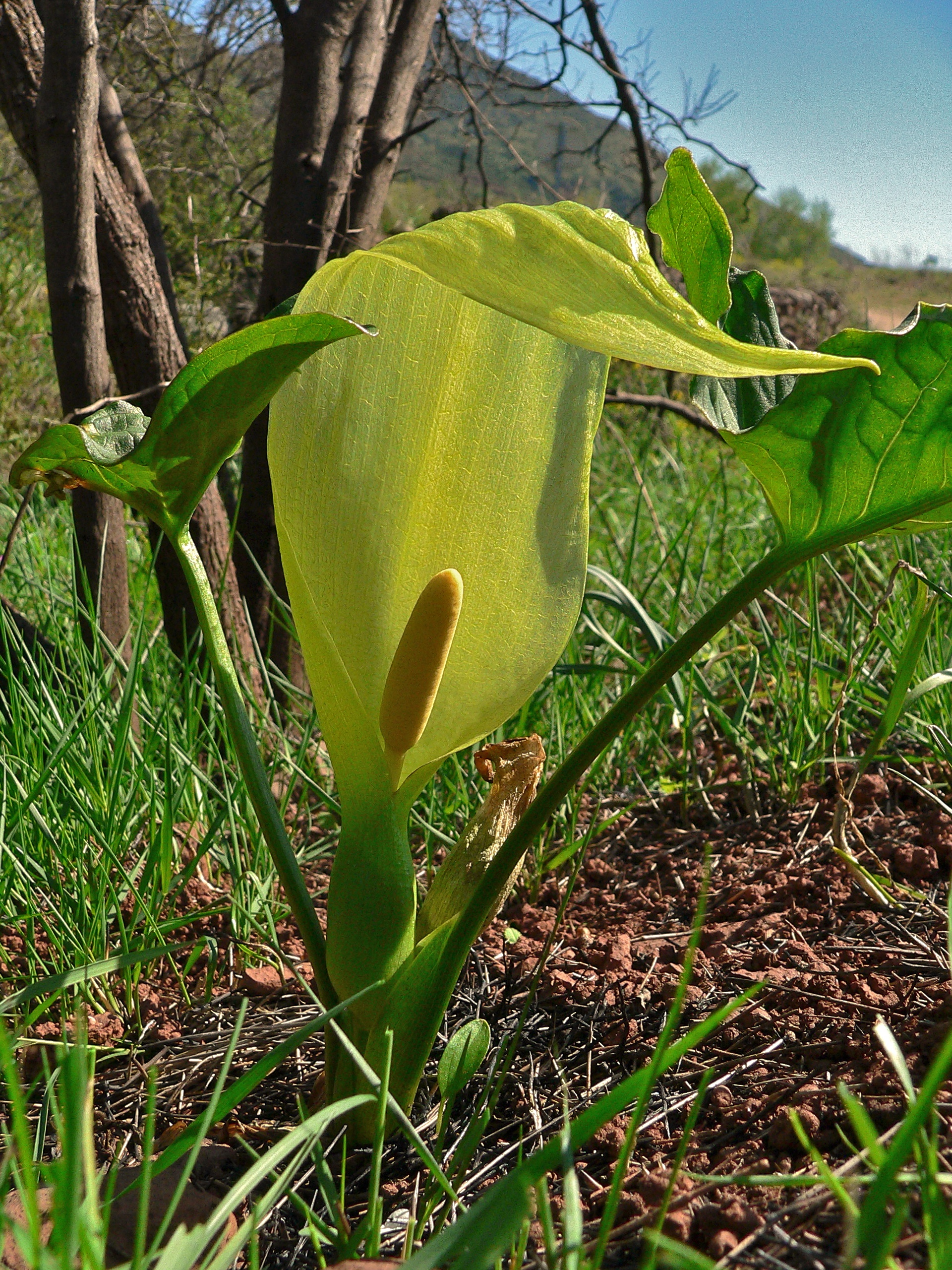
Inflorescence
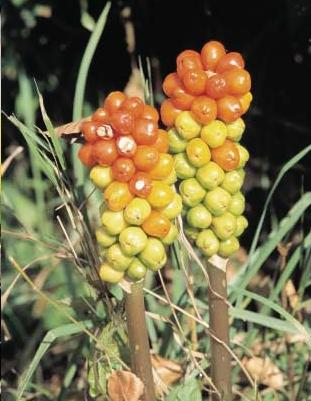
Jeunes fruits
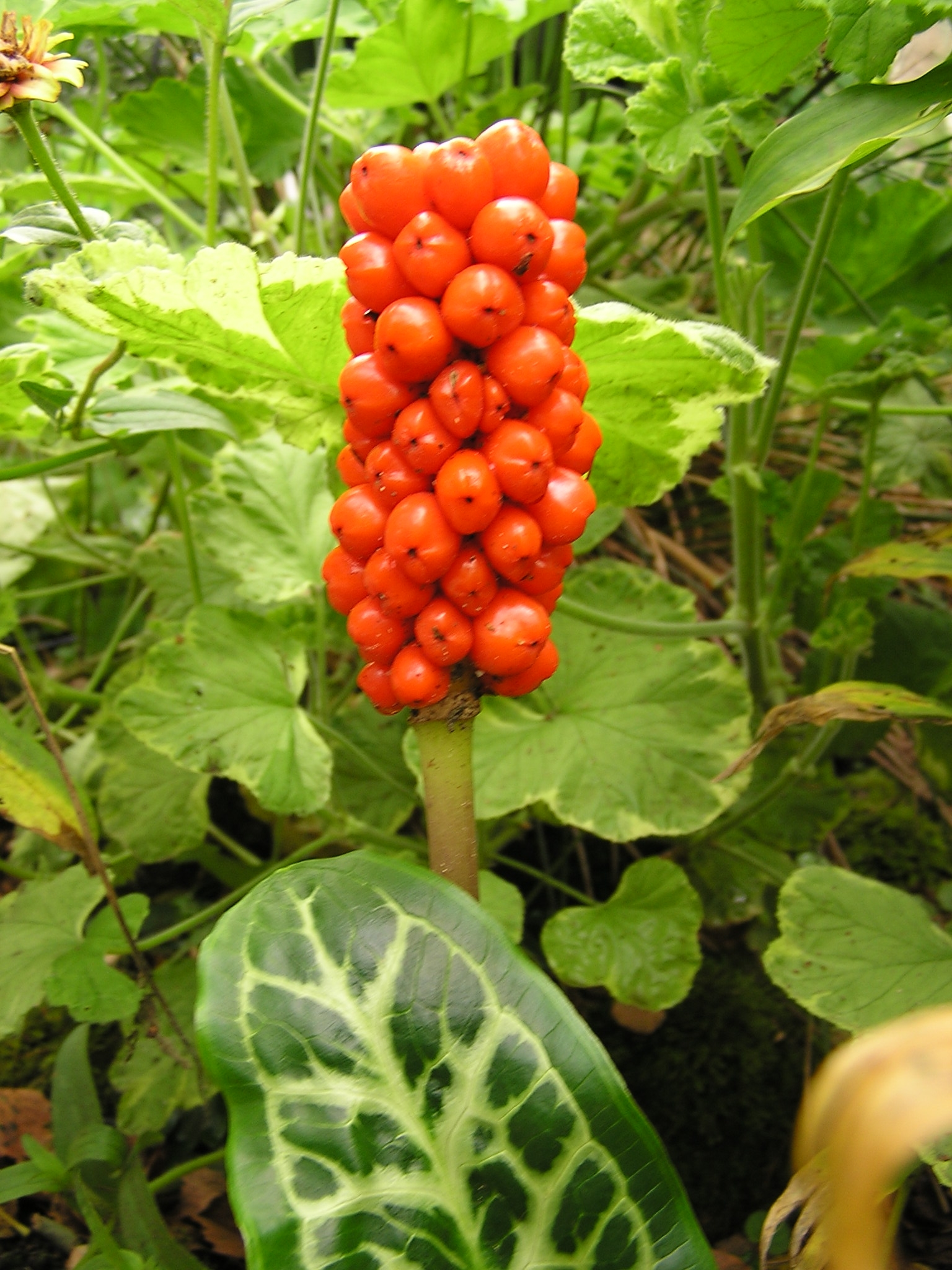
Fruits mûrs

## Propriétés
L'Arum d'Italie contient une saponine, l'arine (avec la concentration la plus élevée dans le tubercule) ainsi que des lignanes et néolignanes. Sont présents aussi des alcaloïdes tels l'aroine, l'arodine et l'aronine qui peuvent provoquer de fortes brûlures bucco-pharyngées ainsi que des vomissements. Les tubercules contiennent, outre une importante proportion d'amidon, des cristaux d'oxalate de calcium qui les rendent impropres à la consommation sans préparation.
Les feuilles et les fruits sont toxiques. Ils provoquent une tuméfaction de la langue, une irritation durable de la gorge, des vomissements, une dilatation des pupilles et éventuellement des convulsions. C'est une des premières causes d'appel des Centres Antipoison[réf. nécessaire].

## Utilisations
- Horticulture : l'Arum italicum est cultivé pour son feuillage particulièrement décoratif en fin d'hiver lorsque le jardin s'éveille.
- Alimentation : les tubercules d'Arum italicum (ainsi que d' A. maculatum et dioscoridis) ont été consommés à partir de l'Antiquité[8] dans différents pays d'Europe. En période de disette, comme pendant la Révolution, il en a été fait une sorte de pain et de gâteaux. À Guernesey, on extrayait des tubercules une fécule vendue en Angleterre sous le nom de "Portland sago". Les tubercules ont servi également dans l'alimentation des porcs.

Dioscoride et Antoine Parmentier ont prôné les vertus alimentaires de cette plante. En Algérie et plus précisément à Skikda et Jijel, le gouet d'Italie est l'ingrédient principal d'une purée répandue dans la région et qui porte le nom d'Ayerni.
La plante ne doit surtout pas être consommée crue, en raison de la présence d'alcaloïdes et de cristaux d'oxalate de calcium en forme de fines aiguilles, capables d'irriter très douloureusement les muqueuses. Une cuisson prolongée à plusieurs eaux est nécessaire.
- Phytothérapie : le tubercule aurait des vertus expectorantes dans le cas d'affections des voies respiratoires. En Turquie, le tubercule et les fruits murs étaient utilisés contre les rhumatismes et les hémorroïdes.

## Sources
- (en) Deni Bown, Aroids : plants of the Arum family, Portland, Or, Timber Press, 2000, 2e éd., 392 p. (ISBN 978-0-88192-485-5, BNF 37567669)
- Réginald Hulhoven, Les arums et autres aracées des régions tempérées, Les Jardins d'Eden, 17: 16-23, 2003